# Nachal Narbeta
Nachal Narbeta (hebrejsky: נחל נרבתה, arabsky: Vádí Bir Isir, na horním toku Vádí Samantar) je vádí v severním Izraeli, v regionu Vádí Ara.
Začíná v nadmořské výšce přes 300 metrů nad mořem, poblíž vesnice (respektive izraelské osady) Rejchan na Západním břehu Jordánu. Vádí pak směřuje k západu, přičemž se zařezává do okolního terénu. Jižně od bývalé samostatné obce Kacir (dnes součást města Kacir-Chariš) vstupuje na území Izraele, přičemž ale po několik kilometrů probíhá po hranici mezi Izraelem a Západním břehem (Zelená linie). Vádí tu prochází vesnicí Barta'a, jež je Zelenou linií rozdělena na dvě části, přičemž západní izraelská část je začleněna do města Basma. Odtud již vádí vchází plně na izraelské teritorium a stáčí se k jihozápadu, kde míjí vesnice Umm al-Kutuf a Micpe Ilan. Směřuje pak k jihu a opouští hornatinu v regionu vádí Ara. Po severním okraji míjí vesnice Mecer a Mejsir po úpatí vrchu Tel Ze'evim. Podchází těleso dálnice číslo 6 a jižně od vesnice Ma'anit vchází do pobřežní nížiny, kde ústí u vesnice Ša'ar Menaše zleva do toku Nachal Iron.